# Oreorchis sanguinea
Oreorchis sanguinea är en orkidéart som först beskrevs av Nicholas Pearce och Phillip James Cribb, och fick sitt nu gällande namn av Nicholas Pearce och Phillip James Cribb. Oreorchis sanguinea ingår i släktet Oreorchis och familjen orkidéer. Inga underarter finns listade i Catalogue of Life.